# Agrios fils de Porthaon
Pour les articles homonymes, voir Agrios.
Dans la mythologie grecque, Agrios ou Agrius (en grec ancien Ἄγριος) est un roi de Calydon.

## Mythe
Il est le fils de Porthaon et d'Euryté, femme de Porthaon. Il est donc le frère d'Œnée, d'Alcathoos, de Mélas, de Leucopée ainsi que de Stérope, mère des sirènes. Il est roi de Pleuron et de Calydon.
Agrios avait six fils : Thersite (bien qu'Homère ne semble pas accorder de famille aristocratique à celui-ci,), Onchestos, Prothoos, Céleutor, Lycopée et Mélanippos.
Le mythographe tardif Hygin résume son histoire comme ceci :

« Agrius fils de Parthaon, quand il vit son frère Œnée privé de ses enfants, chassa le pauvre homme du trône et prit lui-même possession du royaume. Entre-temps Diomède, fils de Tydée et de Déipyle, Ilion ayant été vaincue, quand il apprit que son grand-père avait été renversé, se rendit en Étolie avec Sthénélus, fils de Capanée, engagea le combat contre Lycopée, fils d'Agrius et l'ayant tué, il chassa le pauvre Agrius du trône et restitua le pouvoir à Œnée, son grand-père. Après quoi Agrius, déchu de la royauté, se suicida. »

On peut cependant constater des différences entre les versions. Certains précisent que les fils d'Agrios furent chassés et tués, à l'exception de Thersite et d'Onchestos. Certains racontent qu'Œnée, après la victoire, ne resta pas à Calydon et rejoignit plutôt Diomède, son sauveur, à Argos. Et même, chez certains, Agrios reste roi de Calydon. Chez Apollodore, les événements ont lieu avant la guerre de Troie, alors qu'Hygin y fait allusion comme terminée avec « Ilio devicto ». Antoninus Liberalis suit la même chronologie.